# Bayerischer Staatsminister für Europaangelegenheiten und Internationales
Der Bayerische Staatsminister für Europaangelegenheiten und Internationales ist ein Staatsminister in der Staatskanzlei des Freistaates Bayern mit Sitz in München. Das Amt bestand unter dem Namen Staatsminister für Europaangelegenheiten und regionale Beziehungen bereits von 2013 bis 2018 im Kabinett Seehofer II und wurde im Januar 2021 neu eingerichtet. Dazwischen waren die Zuständigkeitsbereiche des Amts beim Bayerischen Staatsminister für Bundesangelegenheiten angesiedelt, davor teilweise auch direkt beim Leiter der Staatskanzlei. Staatsminister ist seit dem 8. November 2023 Eric Beißwenger (CSU).

## Aufgaben und Besonderheiten des Ministers
Der Staatsminister für Europaangelegenheiten und Internationales ist zuständig für alle Europaangelegenheiten. Ein Aufgabenfeld des Staatsministers stellen die Grundsatzfragen und die Koordinierung der Europapolitik und die Vertretung des Freistaates Bayerns bei der Europäischen Union dar. Hierzu zählen ebenfalls die Beobachtung aller wichtigen politischen Vorgänge bei der EU und die Pflege der Beziehungen Bayerns nach außen. International unterhält Bayern dazu einige Auslandsrepräsentanzen.

## Dienstsitze
- Hauptdienstsitz ist die Bayerische Staatskanzlei am Franz-Josef-Strauß-Ring 1 in München.
- Dienstsitz in Brüssel ist die Vertretung des Freistaates Bayern bei der Europäischen Union in der Rue Wiertz 77, 1000 Brüssel.